# Беррі Джексон
Беррі Джексон (англ. Barry Jackson; 29 березня 1938, Бірмінґем, Англія, Велика Британія — 5 грудня 2013, Лондон, Англія, Велика Британія) — англійський актор, найбільш відомий за роль патологоанатома Джорджа Балларда у телесеріалі «Суто англійські вбивства».

## Життєпис
Беррі Джексон народився 29 березня 1938 року в Бірмінґемі. Його батько працював в компанії British Motor Corporation в Лонгбридже. Батьки назвали його в честь театрального режисера сера Беррі Джексона.
Виконав роль патологоанатома Джорджа Балларда в телесеріалі «Чисто англійське вбивство» у 1997-2011 роках. 
У 1965-1979 роках Джексон фільмувався в телесеріалі «Доктор Хто».
За свою кар'єру Джексон зфільмувався у таких фільмах і телесеріалах як «Донька Райана» (1970), «Баррі Ліндон» (1975), «Мовчазний свідок» (1997), «Максимум практики» (1995), «Детектив Джек Фрост» (1994-2002) та инші.
Беррі Джексон помер 5 грудня 2013 року від раку.

## Вибіркова фільмографія
| Рік       |    | Українська назва           | Оригінальна назва             | Роль                                                              |
| --------- | -- | -------------------------- | ----------------------------- | ----------------------------------------------------------------- |
| 2012      | ф  | Весільне відео             | The Wedding Video             | Дес                                                               |
| 2011      | ф  | Фостер                     | Foster                        | Том Дженкінс                                                      |
| 2005—2012 | с  | Лікарі                     | Doctors                       | Гаррі Ньюелл/Джордж Арнетт/Ґордон Александер/Роберт Еллен         |
| 2004      | ф  | Вімблдон                   | Wimbledon                     | Денні                                                             |
| 2004      | с  | Голбі-Сіті                 | Holby City                    | Кен Джонс                                                         |
| 2001      | ф  | Четвертий ангел            | The Fourth Angel              | Тарновнер                                                         |
| 1997—2011 | с  | Суто англійські вбивства   | Midsomer Murders              | Джордж Баллард, патологоанатом                                    |
| 1997      | с  | Мовчазний свідок           | Silent Witness                | Теренс Кросс                                                      |
| 1995      | с  | Максимум практики          | Peak Practice                 | Ґордон Райт                                                       |
| 1994—2006 | с  | Серцебиття                 | Heartbeat                     | Джим Гобсон/Елі Паркер/Ґарольд Дженкінс                           |
| 1994—2002 | с  | Детектив Джек Фрост        | A Touch of Frost              | Вальтер Пітерс                                                    |
| 1991—2003 | с  | Закон                      | The Bill                      | Ґордон Пепло/Джон Аттард/Річард Бейнс/Ральф Морґан                |
| 1990      | с  | Бержерак                   | Bergerac                      | Кінсі                                                             |
| 1980—1989 | с  | Всі істоти, великі та малі | All Creatures Great and Small | Містер Довсон/Кен Біллінґз                                        |
| 1978      | с  | Вулиця коронації           | Coronation Street             | Містер Гарфілд                                                    |
| 1976      | ф  | Аси в небі                 | Aces High                     | Джойс                                                             |
| 1975—1976 | с  | Полдарк                    | Poldark                       | Чарлі Кемпторн                                                    |
| 1975      | ф  | Беррі Ліндон               | Barry Lyndon                  | британський вояк                                                  |
| 1973—1977 | с  | Королівський суд           | Crown Court                   | Едвард Беннінґтон/Вільям Трускотт/Брайан Стірфорт/Вільям Трускотт |
| 1971      | ф  | Скажений місяць            | The Raging Moon               | Білл Чарльз                                                       |
| 1970      | ф  | Донька Райана              | Ryan's Daughter               | Капрал                                                            |
| 1969      | ф  | Альфред Великий            | Alfred the Great              | Вульфстан                                                         |
| 1968      | ф  | Гармата Бофорс             | The Bofors Gun                | Шон, навідник                                                     |
| 1965—1979 | с  | Доктор Хто                 | Doctor Who                    | Дракс/Джефф Ґарві/Аскаріс                                         |
| 1961      | тф | Дівчина на даху            | Girl on a Roof                | репортер                                                          |
| 1960      | с  | [en]                       | BBC Sunday-Night Play         | епізодична роль                                                   |
| 1960      | с  | Епоха королів              | An Age of Kings               | Граф Суррей/Майкл                                                 |